# Rinconada simplex
Rinconada simplex är en insektsart som beskrevs av Rauno E. Linnavuori och Delong 1977. Rinconada simplex ingår i släktet Rinconada och familjen dvärgstritar. Inga underarter finns listade i Catalogue of Life.